# Панда (рід)
Панда (Ailurus) — рід хижих ссавців із родини пандових.

## Морфологічна характеристика
Довжина тіла 510–635 мм, хвіст 280–485 мм, вага зазвичай 3–6 кг. Голова округла. Мордочка коротка. Вуха великі. Волосяний покрив довгий і м'який, хвіст пухнастий. Верхні частини тіла від іржавистих до глибоко каштанових. темніші вздовж центру спини. На хвості нечіткі кільця. Мордочка і щоки білі. Під очима є червонувато-коричневі «слізні» клапті. Задні поверхні вух, кінцівки, низ тіла від темно-червонувато-коричневого до чорного забарвлення. Підошви лап волохаті. Кігті напіввтяжні. 

## Поширення
Панди живуть в Азії (Китай, Непал, Індія, Бутан і М'янма). Панди населяють гірські ліси й бамбукові зарості на висотах 1800–4000 метрів.

## Спосіб життя
Це нічні чи сутінкові тварини. Вдень сплять на деревах. Зазвичай солітарні. Панди їдять листки бамбука, а також ягоди, квіти, пташині яйця та дрібне листя інших рослин.